# Svegs socken
Svegs socken ligger i Härjedalen, uppgick 1967 i Svegs köping och området ingår sedan 1974 i Härjedalens kommun och motsvarar från 2016 Svegs distrikt.
Socknens areal är 1 534,64 kvadratkilometer, varav 1 503,30 land, köpingsområdet inräknat. År 2000 fanns här 4 145 invånare. Tätorten Ulvkälla samt tätorten och kyrkbyn Sveg med sockenkyrkan Svegs kyrka ligger i socknen. 

## Administrativ historik
Svegs socken har medeltida ursprung. Ur socknen utbröts omkring 1400 Hede socken, 1407 Lillhärdals socken, 1466 Överhogdals socken, mellan 1566 och 1588 Älvros socken och 1798 Linsells socken. 
Vid kommunreformen 1862 överfördes ansvaret för de kyrkliga frågorna till Svegs församling och för de borgerliga frågorna till Svegs landskommun. Ur landskommunen utbröts 1937 Svegs köping. Landskommunen utökades sedan 1952 och uppgick 1967 i köpingen som  1974 uppgick i Härjedalens kommun. Församlingen uppgick 2006 i Svegsbygdens församling.
1 januari 2016 inrättades distriktet Sveg, med samma omfattning som församlingen hade 1999/2000.  
Socknen har tillhört fögderier, tingslag och domsagor enligt vad som beskrivs i artikeln Härjedalen.

## Geografi
Svegs socken ligger kring Ljusnan och dess tillflöden Veman, Lofsen och Härjån. Socknen har utanför ådalarna höglänt och kuperad skogsmark, som i nordost har höjder som når över 900 meter över havet.
Socknen genomkorsas av riksväg 84 samt europaväg 45. Inlandsbanan passerar tätorten.

## Fornlämningar
Från stenåldern har några boplatser anträffats. Man har dock ej funnit några förhistoriska gravar. Från medeltiden finns ungefär 200 fångstgropar. Från samma tid härrör ett 70-tal platser med lågteknisk järnframställning.

## Namnet
Namnet (1271: Sueigi) kommer från kyrkplatsen. Namnet innehåller sveigr, 'krökning' och syftar på den skarpa krök Ljusnan gör vid kyrkan.

## Befolkningsutveckling
| Befolkningsutvecklingen i Svegs socken 1750–2020 | Befolkningsutvecklingen i Svegs socken 1750–2020 | Befolkningsutvecklingen i Svegs socken 1750–2020 | Befolkningsutvecklingen i Svegs socken 1750–2020 | Befolkningsutvecklingen i Svegs socken 1750–2020 |
| --- | ------------------------------------------------ | ------------------------------------------------ | ------------------------------------------------ | ------------------------------------------------ |
| |                                                  |                                                  |                                                  |                                                  |
| År |                                                  |                                                  | Folkmängd                                        |                                                  |
| 1750 | 1750                                             |                                                  | 969                                              |                                                  |
| 1760 | 1760                                             |                                                  | 1 030                                            |                                                  |
| 1769 | 1769                                             |                                                  | 1 016                                            |                                                  |
| 1780 | 1780                                             |                                                  | 2 207                                            |                                                  |
| 1790 | 1790                                             |                                                  | 2 349                                            |                                                  |
| 1800 | 1800                                             |                                                  | 2 361                                            |                                                  |
| 1810 | 1810                                             |                                                  | 1 021                                            |                                                  |
| 1820 | 1820                                             |                                                  | 1 004                                            |                                                  |
| 1830 | 1830                                             |                                                  | 1 093                                            |                                                  |
| 1840 | 1840                                             |                                                  | 1 110                                            |                                                  |
| 1850 | 1850                                             |                                                  | 1 298                                            |                                                  |
| 1860 | 1860                                             |                                                  | 1 294                                            |                                                  |
| 1870 | 1870                                             |                                                  | 1 378                                            |                                                  |
| 1880 | 1880                                             |                                                  | 1 658                                            |                                                  |
| 1890 | 1890                                             |                                                  | 1 747                                            |                                                  |
| 1900 | 1900                                             |                                                  | 2 060                                            |                                                  |
| 1910 | 1910                                             |                                                  | 2 471                                            |                                                  |
| 1920 | 1920                                             |                                                  | 3 263                                            |                                                  |
| 1930 | 1930                                             |                                                  | 3 565                                            |                                                  |
| 1940 | 1940                                             |                                                  | 3 551                                            |                                                  |
| 1950 | 1950                                             |                                                  | 3 782                                            |                                                  |
| 1960 | 1960                                             |                                                  | 4 033                                            |                                                  |
| 1970 | 1970                                             |                                                  | 3 651                                            |                                                  |
| 1980 | 1980                                             |                                                  | 4 034                                            |                                                  |
| 1990 | 1990                                             |                                                  | 4 184                                            |                                                  |
| 2020 | 2020                                             |                                                  | 3 642                                            |                                                  |
| Anm: Folkmängdssiffrorna för 1780-1800 avser hela Svegs pastorat. Källor: Umeå universitet - Tabellverket 1749-1859, Demografiska databasen, CEDAR, Umeå universitet, Folkmängden per distrikt, landskap, landsdel eller riket efter kön. År 2015 - 2022. |                                                  |                                                  |                                                  |                                                  |